# Осада Луисбурга (1758)
Осада Луисбурга (фр. Siège de Louisbourg) — одно из сражений Семилетней войны, произошедшее на Североамериканском театре военных действий. Осада города началась 8 июня 1758 года и закончилась 26 июля 1758 года.

## История
После предыдущей осады укрепления Луисбурга были приведены в относительный порядок. На городском валу стояло 148 артиллерийских орудий. В глубине бухты находилась батарея, защищавшая подступ к городу с суши (46 орудий, 24-фунтового калибра и 16 мортир). Вход на рейд защищали 2 батареи (одна из них на острове), вооруженные 35 и 34 42-фунтовыми пушками. Гарнизон — 3 тысячи французских солдат и силы милиции. На рейде находились 5 линейных кораблей, 2 фрегата и 2 корвета. Командовал силами обороны губернатор, капитан первого ранга шевалье Огюстен де Дрюкур.

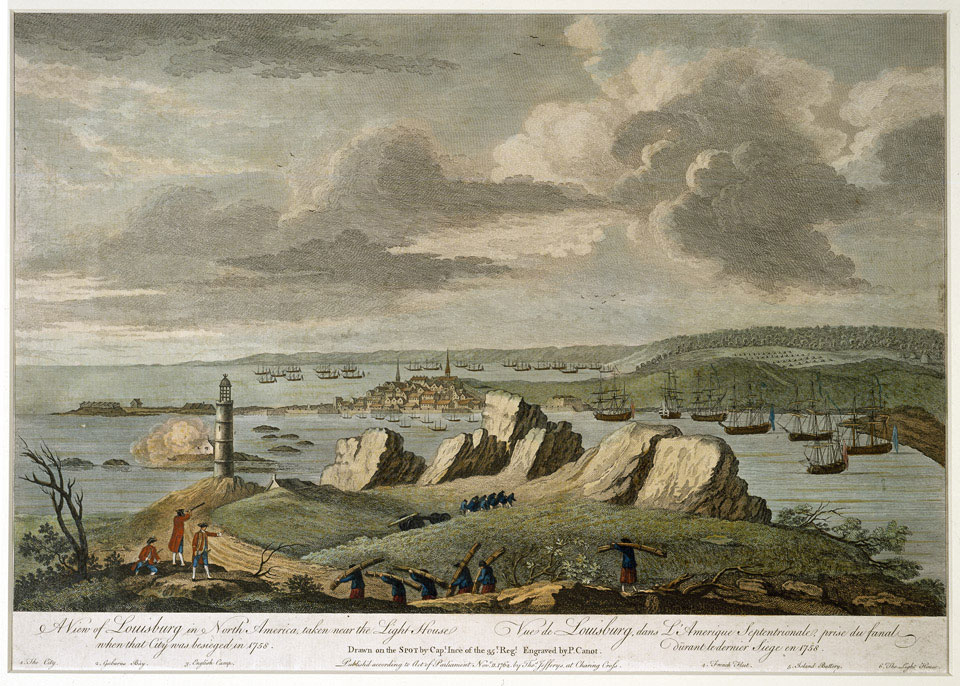
Вид Луисбурга во время осады

Уже с февраля 1758 года за Луисбургом внимательно наблюдал отряд английского флота под началом контр-адмирала Гарди. В конце зимы из Портсмута вышла британская эскадра адмирала Эдварда Боскауэна, назначенного начальником экспедиции для взятия крепости Луисбург. Экспедиция состояла из 20 линейных кораблей, 18 фрегатов, многих мелких судов и сотни транспортов, на которых находилось 12 тысяч солдат, под началом английского генерала Джеффри Амхерста.
2 июня 1758 года отряд Боскауэна стал на якорь в бухте Габарус, но сильное волнение мешало высадке, которая началась только 8 июня, при очень тяжёлых погодных условиях. Две колонны шлюпок курсировали у Пойнт-Коу и Уайт-Пойнта, а главные силы высадились в глубине залива Габарус. Флот усиленным артиллерийским огнём прикрывал высадку. Осадные работы начались только 13 июня. 28 июня Дрюкур затопил на входе фрегаты и корветы, а за ними расположил лагом к морю линейные корабли. Ночью 9 июля он сделал отчаянную вылазку, но эта атака была отбита.
21 июля огнём с эскадры Боскауэна был зажжён один из линейных французских кораблей; огонь перебросился на два других, и все три судна сгорели. В ночь на 25 июля адмирал Боскауэн снарядил шлюпочную экспедицию с 600 матросами для атаки остальных линейных кораблей французского флота. Несмотря на шквальный пушечный огонь с батарей и с судов, экспедиция удалась блестяще. Один из кораблей был сожжён, а другой отбуксирован в северо-восточную часть бухты.
После этого Боскауэн начал готовиться к прорыву на внутренний рейд форта, но это уже не потребовалось; 26 июля французы капитулировали.